# El Salitre, Aguascalientes
El Salitre är en ort i Mexiko.   Den ligger i kommunen Calvillo och delstaten Aguascalientes, i den centrala delen av landet, 500 km nordväst om huvudstaden Mexico City. El Salitre ligger 1 604 meter över havet och antalet invånare är 854.
Terrängen runt El Salitre är varierad. Runt El Salitre är det ganska tätbefolkat, med 60 invånare per kvadratkilometer. Närmaste större samhälle är Calvillo, 6,1 km nordost om El Salitre. I omgivningarna runt El Salitre växer huvudsakligen savannskog.